# Heinrich Karl Woynar
Heinrich Karl Woynar est un botaniste et pharmacien autrichien né le 3 juin 1865 à Rattenberg et mort le 8 août 1917 à Graz. Après la mort de son père, il reprend son herbier et poursuit son travail sur la flore du Tyrol, et notamment l'étude des fougères.